# Charlene Grimaldi
Charlene, księżna Monako (Charlene Lynette Wittstock, ur. 25 stycznia 1978 w Bulawayo, Rodezja, obecnie Zimbabwe) – członkini monakijskiej rodziny książęcej, od 1 lipca 2011 księżna Monako jako żona księcia Alberta II; południowoafrykańska pływaczka, reprezentantka Republiki Południowej Afryki na letnich igrzyskach olimpijskich (2000).
Charlene urodziła się w Bulawayo jako pierwsze dziecko Michaela Wittstocka i Lynette Wittstock.
W 1996 rozpoczęła karierę pływacką. W 2000 roku reprezentowała Republikę Południowej Afryki na letnich igrzyskach olimpijskich w pływaniu. Zakończyła starty w zawodach w 2007 roku.
W 2011 poślubiła Alberta II, księcia Monako, z którym ma dwoje dzieci: Gabrielę, hrabinę Carladès (ur. 2014) i Jakuba, markiza Baux (ur. 2014).
Po ślubie uzyskała tytuł księżnej Monako. W 2011 założyła Fundację Księżnej Charlene, której głównym celem jest zapoznawanie dzieci z zasadami bezpieczeństwa w wodzie i nauka udzielania pierwszej pomocy tonącym. Księżna uczestniczy w oficjalnych wizytach dyplomatycznych, wydarzeniach odbywających się w księstwie i poświęca się działalności charytatywnej. Promuje współpracę pomiędzy Księstwem Monako a Południową Afryką.

## Powiązania rodzinne
Charlene Wittstock urodziła się 25 stycznia 1978 w Bulawayo, w ówczesnej Rodezji (obecnie Zimbabwe).
Jej rodzicami są Michael Wittstock (ur. 1948) i jego żona Lynette, z domu Humberstone (ur. 1959), była trenerka pływania.
Ma dwóch młodszych braci: Garetha Wittstocka i Seana Wittstocka.
Jej rodzina przeprowadziła się do Republiki Południowej Afryki w 1989, kiedy przyszła księżna miała jedenaście lat.
Rodzina Wittstock jest pochodzenia niemieckiego; prapradziadkowie Charlene: Martin Gottlieb Wittstock i Luise Wittstock wyemigrowali do Republiki Południowej Afryki z Pomorza w 1861 roku, aby uciec przed problemami. W Afryce niepowodzeniem zakończyły się podjęte przez nich próby poszukiwania diamentów. Ich syn, Heinrich Carl Wittstock poślubił Olive Florence Caldwell, która była Angielką. Mieli syna, Dudleya Kennetha Wittstocka (dziadka Charlene), który ożenił się również z kobietą angielskiego pochodzenia, Sylvią Fagan Nicolson.
29 lipca 2014 księżna otrzymała Certyfikat Irlandzkiego Pochodzenia (Certificate of Irish Heritage), który wręczył jej w Pałacu Książęcym ambasador Irlandii we Francji, Rory Montgomery. Genealodzy wykazali, że Wittstock jest potomkinią rodziny Fagansów, mieszkającej w Dublinie w XVI i XVII wieku. Ostatnim jej przodkiem urodzonym w tym kraju jest Christopher Sullivan Fagan, ochrzczony w Shandon w Cork w 1781 roku.
Babcia księżnej, Sylvia Wittstock, zmarła w Benoni w wieku 94 lat, dnia 16 września 2015.

### Edukacja
Przez trzy lata Wittstock była uczennicą Tom Newby Primary School w Benoni w pobliżu Johannesburga.

### Dzieci chrzestne
- Rafał Elmaleh (ur. 2013), syn Gada Elmaleh i Charlotte Casiraghi[4];
- Leo Fiotakis (ur. 2018), syn Christosa Fiotakis[5].

## Kariera pływacka
Charlene Wittstock była członkinią południowoafrykańskiej sztafety kobiecej na dystansie 4 × 100 m podczas letnich igrzysk olimpijskich w Sydney (2000), która zakończyła swój wyścig na piątym miejscu. Zajęła szóstą lokatę podczas mistrzostw świata w pływaniu w Moskwie (2002) w konkurencji na 200 metrów stylem motylkowym. Opuściła swój mieszczący się w Durbanie klub pływacki, aby przystąpić do zespołu uniwersytetu w Pretorii. Nie ukończyła tego uniwersytetu.
We wrześniu 2002 roku uczestniczyła w Igrzyskach Wspólnoty Narodów, odbywających się w Manchesterze. Na dystansie 50 metrów stylem grzbietowym ustanowiła na długim basenie czasem 29,18 rekord swojego kraju, który do tej pory nie został poprawiony.
Zdecydowała się opuścić Pretorię w styczniu 2005 i powrócić do Durbanu. Następnie wyjechała do KwaZulu – Natal, położonego na północnym wybrzeżu, gdzie rozpoczęła współpracę z Brannislavem Ivkoviciem. 13 kwietnia 2007 odzyskała tytuł mistrzyni swojego kraju na dystansie 50 m stylem motylkowym.
Wittstock planowała wziąć udział w letnich igrzyskach olimpijskich w Pekinie (2008), ale nie uzyskała kwalifikacji. Wcześniej nie startowała w zawodach przez osiemnaście miesięcy z powodu kontuzji ramienia. Zakończyła karierę pływacką przed ślubem z księciem Monako, aby móc skupić się na obowiązkach wynikających z pełnienia roli księżnej.

## Życie prywatne

Monogram Alberta i Charlene

Charlene Wittstock poznała Alberta, markiza Baux, członka monakijskiej rodziny książęcej i następcę tronu w 2000 roku podczas zawodów pływackich Mare Nostrum w Monako, w których brała udział. Albert jest synem Rainiera III, władającego księstwem od 1949 roku i jego tragicznie zmarłej żony, amerykańskiej aktorki, zdobywczyni Nagrody Akademii Filmowej, księżnej Grace. Albert jest starszy od Charlene o dziewiętnaście lat i dziesięć miesięcy.
W kwietniu 2005 roku książę Rainier III zmarł i kolejnym księciem Monako został Albert II.
6 lipca 2005 książę Monako oficjalnie ogłosił, że jest ojcem Aleksandra Eryka Stefana Grimaldi-Coste, urodzonego 24 sierpnia 2003, pochodzącego ze związku Alberta z togijską stewardesą Nicole Coste. Chłopiec pozostaje pod opieką swojej matki i mieszka w Londynie, ale utrzymuje kontakt z ojcem.
W lutym 2006 Charlene i książę Albert po raz pierwszy wystąpili publicznie razem. Wittstock towarzyszyła księciu podczas zimowych igrzysk olimpijskich w Turynie w czasie ceremonii otwarcia, odwiedzała razem z nim wioskę olimpijską i zasiadała na trybunach w czasie rozgrywek.
1 czerwca 2006 książę Monako wydał oświadczenie, w którym poinformował, że jest biologicznym ojcem Jaśminy Grace Grimaldi, urodzonej 4 marca 1992 w Palm Springs w Kalifornii. Dziewczyna jest owocem jego romansu z Amerykanką Tamarą Rotolo, którą poznał w czasie turnieju tenisowego latem 1991 roku. Jaśmina mieszka w Stanach Zjednoczonych, ale odwiedza Księstwo Monako i utrzymuje kontakt ze swoją rodziną.
23 czerwca 2010 Pałac Książęcy ogłosił zaręczyny pomiędzy Charlene Wittstock a Albertem II, księciem Monako.
22 lipca 2010 podano, że zgodnie z tradycją para zawrze związek małżeński cywilny, a następnego dnia religijny. Pierwsza ceremonia została zaplanowana na 8 lipca 2011, a druga na 9 lipca.
1 sierpnia 2010 Pałac Książęcy poinformował o przesunięciu uroczystości ślubnych na siedem dni wcześniej (1 i 2 lipca 2011) z powodu rozpoczynającego się dniu 5 lipca posiedzenia Międzynarodowego Komitetu Olimpijskiego w Durbanie, w którym narzeczeni chcieli wziąć udział. Książę życzył sobie również, aby pierwsza zagraniczna podróż jego małżonki była do jej ojczyzny, Republiki Południowej Afryki.
Z okazji ślubu zarządzono w Księstwie dwa dni publicznego święta i wydano specjalny znaczek pocztowy.
Obchody największego wydarzenia w dziejach księstwa od czasu ślubu księcia Rainiera III i Grace Kelly rozpoczęły się wieczorem 30 czerwca na Stadionie Księcia Ludwika II koncertem amerykańskiego zespołu Eagles.
Cywilna ceremonia zaślubin odbyła się 1 lipca 2011 w Sali Tronowej Pałacu Książęcego, a przewodniczył jej Philippe Narmino. Panna młoda ubrana była w kreację projektu Chanel. Dokumenty ślubne podpisane zostały specjalnie wyprodukowanym piórem marki Montblanc. Uroczystość trwała około dwudziestu minut. Świadkami pary młodej zostali Christopher Levine (cioteczny brat księcia ze strony matki) i Donatella Knecht de Massy (żona kuzyna księcia ze strony ojca). Wittstock, jako żona księcia Monako, uzyskała tytuł Jej Książęcej Wysokości Księżnej Monako, którego od 1982 roku nie używała żadna kobieta. Po ślubie małżonkowie udali się na balkon pałacu, skąd pozdrowili zgromadzonych na dziedzińcu poddanych. Towarzyszyły im siostry księcia ze swoimi dziećmi oraz bracia i rodzice Charlene.
Wieczorem w Porcie Hercules miał miejsce zadedykowany nowożeńcom koncert Jeana Michel Jarre.
Następnego dnia para zawarła religijny związek małżeński w obrządku katolickim. Charlene, wychowana w religii protestanckiej, zdecydowała się przed ślubem przyjąć wyznanie swojego narzeczonego, mimo iż nie wymaga tego Konstytucja Monako. Ślub miał miejsce na dziedzińcu Pałacu Książęcego (w odróżnieniu od innych książęcych wesel w Monako, które odbywały się w Katedrze Świętego Mikołaja). Uroczystej mszy przewodniczył arcybiskup Bernard Barsi. Odprawiono ją częściowo po francusku, a częściowo w języku afrikaans, nawiązując do pochodzenia księżnej. Charlene ubrana była w suknię projektu domu mody Giorgio Armani.
Po zakończonej ceremonii para książęca udała się do kościoła świętej Dewoty, gdzie panna młoda złożyła swój ślubny bukiet. Święta Dewota jest patronką Księstwa Monako i dynastii Grimaldi, a składanie kwiatów jest tam ślubną tradycją.
Przyjęcie weselne odbyło się na tarasach Opery Monte Carlo.
Wśród zaproszonych gości znaleźli się najbliżsi krewni pary młodej: księżna i książę Hanoweru, księżniczka Stefania, Gareth Wittstock, Sean Wittstock (rodzeństwo), Michael Wittstock i Lynette Wittstock (rodzice panny młodej), Andrea, Charlotte i Pierre Casiraghi, księżniczka Aleksandra, Ludwik i Paulina Ducruet, Kamila Gottlieb (siostrzeńcy pana młodego). Obecni byli również przedstawiciele rodziny de Massy, członkowie zagranicznych panujących rodzin królewskich (król i królowa Szwecji, książę i księżna Västergötlandu, książę Värmlandu, księżna Hälsinglandu i Gästriklandu, król i królowa Belgów, książę i księżna Brabancji, książę Wawrzyniec i księżna Klara z Belgii, arcyksiążę i arcyksiężna Austrii-Este, król Lesotho, wielki książę i wielka księżna Luksemburga, dziedziczny wielki książę Luksemburga, król Bakofengu, książę i księżna koronna Danii, książę Joachim i księżna Maria z Danii, książę i księżna Oranii, książę i księżna koronna Norwegii, dziedziczny książę i księżna Lichetensteinu, książę koronny Bahrajnu, hrabia i hrabina Wesseksu, książę i księżna Michał z Kentu, książę Fajsal i księżna Sara z Jordanii, księżniczka Lalla Meryem z Maroka, księżniczka Sirivannavari Nariratana z Tajlandii), czołonkowie innych rodzin arystokratycznych (cesarzowa Iranu, wielka księżna Rosji, książę Jerzy z Rosji, książę i księżna Prus, książę i księżna koronna Serbii, książę i księżna Neapolu, książę i księżna Wenecji, księżna koronna i książę Radu z Rumunii, książę i księżna Andegawenii), zagraniczni politycy (prezydenci Malty, Islandii, Irlandii, Francji, Węgier, Libanu, Niemiec), ambasadorowie innych państw w Monako, przedstawiciele rządu południowoafrykańskiego, sportowcy, projektanci mody i celebryci.
Książę i księżna Monako udali się w podróż poślubną do Republiki Południowej Afryki. Nocowali w pięciogwiazdkowym hotelu na przedmieściach Durbanu. Po zakończeniu spotkania Międzynarodowego Komitetu Olimpijskiego kontynuowali swoją podróż w Mozambiku.
Charlene została macochą dla dwójki nieślubnych dzieci swojego męża, Jaśminy i Aleksandra. Żadne z nich nie ma praw do miejsca w linii sukcesji monakijskiego tronu ani tytułów szlacheckich, ale mogą dziedziczyć majątek ojca.
30 maja 2014 Pałac Książęcy ogłosił, że księżna Monako jest w ciąży, a pierwsze wspólne dziecko pary książęcej i następca tronu ma się urodzić pod koniec roku. 9 października, wobec narastających spekulacji, poinformowano, że księżna urodzi dwoje dzieci.
10 grudnia 2014 Charlene została przyjęta do Kliniki Imienia Księżnej Grace i przeszła zabieg cesarskiego cięcia, w wyniku którego urodziła się o godzinie 17:04 księżniczka Gabriela Teresa Maria, a dwie minuty później książę Jakub Honoriusz Rainier. Zgodnie z zasadami dziedziczenia, książę Jakub zajął pierwsze miejsce w linii sukcesji monakijskiego tronu, a księżniczka Gabriela miejsce drugie. Dotychczasowa następczyni tronu, księżna Hanoweru, przesunęła się na miejsce trzecie. Książę Albert ogłosił również nadanie swojemu synowi tradycyjnego tytułu markiza Baux, a córce tytułu hrabiny Carladès.

## Księżna Monako
Księżna Charlene regularnie bierze udział w tradycyjnych wydarzeniach, odbywających się w Monako, do których należą: Narodowy Dzień Monako, wspomnienie Świętej Dewoty, festiwale filmowe, telewizyjne i cyrkowe, rozgrywki sportowe, ceremonie wręczenia nagród sportowych, filmowych, telewizyjnych, artystycznych i innych oraz bale charytatywne. Jako żona głowy państwa uczestniczy w oficjalnych wizytach zagranicznych. Od 2012 prowadzi fundację nazwaną własnym imieniem i angażuje się w działalność charytatywną. Aktywnie promuje współpracę pomiędzy Księstwem Monako a Republiką Południowej Afryki i często odwiedza swój ojczysty kraj.

### Oficjalne wizyty zagraniczne
W kwietniu 2011 towarzyszyła po raz pierwszy księciu Albertowi w oficjalnej wizycie zagranicznej. Narzeczeni udali się do Irlandii, gdzie zostali przyjęci przez prezydent kraju, Mary McAleese.
6 lipca 2011 książę i księżna Monako pojechali do ojczyzny Charlene, Republiki Południowej Afryki. Zostali przyjęci przez prezydenta kraju, Jacoba Zumę i jego małżonkę. Było to pierwsze oficjalnie wystąpienie Wittstock w roli księżnej Monako. Grimaldi zorganizowali przyjęcie z okazji swojego ślubu, w którym uczestniczyli krewni Charlene i zaproszeni politycy. Następnie wzięli udział w spotkaniu Międzynarodowego Komitetu Olimpijskiego w Durbanie.
29 lipca uczestniczyła w oficjalnej wizycie do Monako Matthew Festinga, Wielkiego Mistrza Zakonu Kawalerów Maltańskich.
W październiku para książęca udała się z wizytą do Nowej Zelandii i Nepalu. Spotkali się z premierem Nowej Zelandii, Johnem Key w Auckland. W tym samym miesiącu przyjęli w Monako Ivo Jospovicia i Tatjanę Josipović, prezydenta Chorwacji i jego żonę.
9 lipca książę i księżna udali się z pierwszą w historii księstwa oficjalną wizytą do Niemiec. W Berlinie spotkali się z prezydentem Joachimem Gauck i jego żoną, Danielą Schadt.
10 października pojechali do Florencji w związku z działalnością Fundacji Księcia Alberta.
15 października Charlene z mężem uczestniczyła w oficjalnej wizycie na Litwie. W Pałacu Prezydenckim w Wilnie spotkali się z prezydent kraju, Dalią Grybauskaitė. Para odwiedziła cmentarze na Antokolu, aby uczcić pamięć poległych w obronie niepodległości Litwy.
17 października przybyli z oficjalną wizytą do Polski. Charlene i Albert zostali przyjęci w Pałacu Prezydenckim w Warszawie przez prezydenta Bronisława Komorowskiego i jego żonę, Annę Komorowską. Książę Monako złożył kwiaty na Grobie Nieznanego Żołnierza, a następnie zwiedził Sejm i Senat. Książę i księżna kontynuowali swoją wizytę w Krakowie, gdzie odwiedzili Uniwersytet Jagielloński, a następnie udali się do obozu koncentracyjnego Auschwitz-Birkenau w Oświęcimiu.
10 stycznia 2013 Albert i Charlene uczestniczyli w audiencji w Watykanie u papieża Benedykta XVI. Księżna otrzymała przywilej bieli, czyli możliwość występowania w czasie spotkania z przywódcą kościoła katolickiego w białym ubraniu. Jest on zarezerwowany dla małżonek katolickich władców europejskich, które również są wyznania katolickiego (obecnie przysługuje królowej Hiszpanii, królowej Belgów i wielkiej księżnej Luksemburga). Osoba, która nie posiada przywileju, w obecności papieża musi być ubrana na czarno.
11 marca księżna wraz z mężem udała się z oficjalną wizytą do Palau. 20 maja pojechali do Lucciany na Korsyce, gdzie wraz z przedstawicielami rządu uczestniczyli we mszy w Katedrze Świętej Marii Assunty.
19 marca w Watykanie uczestniczyli we mszy inaugurującej pontyfikat papieża Franciszka. Później przyjmowani byli przez papieża na prywatnych audiencjach: w styczniu 2016 i lipcu 2022.
3 stycznia 2014 pojechali do Południowej Afryki, do Mvezo – miejscowości, w której urodził się Nelson Mandela. Zostali powitani przez jego wnuka, Mandla Mandelę.
6 maja Albert i Charlene przyjęli w Monako z oficjalną wizytą prezydenta Czarnogóry Filipa Vujanovicia i jego małżonkę, Swietłanę. Prezydent Vujanović otworzył w księstwie konsulat swojego państwa.
29 lipca została odznaczona przez prezydenta Włoch, Giorgio Napolitano, Krzyżem Wielkim Orderu Gwiazdy.
23 września w hotelu Waldorf Astoria w Nowym Jorku para książęca spotkała się z amerykańskim prezydentem Barackiem Obamą i jego żoną Michelle.
11 listopada pojechała do Londynu, aby uczcić Dzień Pamięci. Księżna w towarzystwie brata złożyła kwiaty w Opactwie Westminsterskim.
5 grudnia reprezentowała księcia Alberta w czasie wizyty do Indii, gdzie spotkała się z przedstawicielami fundacji, działających na rzecz dzieci zakażonych wirusem HIV oraz chorych na AIDS.
11 stycznia 2018 para książęca udała się do Burkina Faso, gdzie spotkali się z prezydentem kraju Rochem Markiem Christianem Kaboré i jego małżonką.

### Związki z innymi rodzinami panującymi
W lipcu 2022 Albert i Charlene z dziećmi udali się do Norwegii w związku z obchodami setnej rocznicy śmierci Alberta I, księcia Monako. W trakcie wizyty zostali przyjęci przez norweską rodzinę królewską: króla Haralda V, królową Sonję, księcia koronnego Haakona, księżną koronną Mette-Marit i księżniczkę Martę Ludwikę.
6 maja 2023 książę i księżna Monako uczestniczyli w koronacji króla Karola III i królowej Kamili w opactwie westminsterskim w Londynie.

### Sport
Pływanie jest sportem, któremu w swojej działalności księżna Charlene poświęca najwięcej uwagi. Uczestniczy w wydarzeniach sportowych na terenie księstwa oraz poza jego granicami. Wielokrotnie brała udział w ceremoniach otwarcia i zamknięcia igrzysk olimpijskich i odwiedzała wioski olimpijskie. Współpracuje z wieloma sportowcami, reprezentującymi różne dyscypliny.
27 maja 2011 została ogłoszona globalnym ambasadorem olimpiad specjalnych.
15 czerwca 2019 wystartowała wyścig samochodowy 24h Le Mans.
W grudniu 2019 była wśród gości wyścigu Formuły 1 w Abu Dhabi.

### Działalność w Monako
Księżna Charlene regularnie uczestniczy w wydarzeniach, odbywających się w księstwie Monako, do których należą:
- Monaco Red Cross Gala, od 2006[44],
- Międzynarodowy Festiwal Cyrkowy w Monte Carlo, od 2008[45],
- Monaco Rose Ball, od 2008[46],
- Międzynarodowy Festiwal Telewizyjny w Monte Carlo, od 2008[47],
- Narodowy Dzień Monako, od 2010[48],
- wspomnienie Świętej Dewoty, od 2011[49],
- pokazy mody, festiwale filmowe,
- ceremonie przyznania nagród i wydarzenia sportowe.

1 lutego 2012 otworzyła w Monako dom dziecka, nazwany jej imieniem.
16 czerwca 2012 Charlene została patronką AS Monaco Rugby Club.
14 czerwca 2016 została matką chrzestną Seven Seas Explorer, najbardziej luksusowego statku świata.

### Działalność charytatywna
Księżna Charlene prowadzi aktywną działalność charytatywną o zasięgu międzynarodowym. W Monako regularnie odwiedza oddziały szpitalne, domy dziecka i domy starców. Uczestniczy w przedsięwzięciach charytatywnych wielu organizacji, między innymi Światowej Organizacji Zdrowia oraz Fundacji Nelsona Mandeli.
14 grudnia 2012 założyła Fundację Księżnej Charlene, która skupia się na promowaniu zasad bezpiecznego pływania i udzielania pierwszej pomocy osobom tonącym. Od 2017 w ramach jej działalności organizuje, charytatywny wyścig kolarski. Przeprowadza szkolenia z udzielania pomocy przedmedycznej w wodzie i osobiście uczy dzieci pływać. Doroczne wydarzenia związane z jej działalnością to między innymi:
- Saint Devote Rugby Tournament, od 2011, turniej rugby, organizowany we współpracy z Monakijską Federacją Rugby[53],
- Princess Charlene Rally, od 2014, wyścig charytatywny[54],
- Riviera Water Bike Challenge, od 2017, charytatywny wyścig kolarski[55],
- Water Safety Day, od 2017[56].

Z organizacją księżnej współpracuje lub jest jej ambasadorami wielu znanych sportowców.
29 kwietnia 2014 w Los Angeles księżna otrzymała nagrodę Champion of Children Award za swoją działalność na rzecz bezpieczeństwa dzieci w wodzie.

### Związki z Południową Afryką
Charlene wychowała się w Republice Południowej Afryki i jest to kraj, z którym związki promuje szczególnie w czasie swojej działalności. Jej ojczystym językiem jest angielski, ale uczy się również języka francuskiego.
W kwietniu 2017 otworzyła południowoafrykańską filię Fundacji Księżnej Charlene.
W lipcu 2018 udała się do ojczyzny w ramach współpracy z Fundacją Nelsona Mandeli i z okazji rocznicy setnych urodzin przywódcy. W Johannesburgu spotkała się prezydentem Barackiem Obamą, prezydentem Cyrilem Ramaphosą i królem Zwelithini.

### Media
W listopadzie 2019 Point de Vue opublikował rozmowę z księżną, dotyczącą głównie wychowania jej dzieci.
W grudniu 2019 udzieliła wywiadu dla południowoafrykańskiego magazynu Huisgenoot, w którym przyznała, że mijający rok był dla niej trudny z powodu choroby ojca i śmierci dwóch przyjaciół w ciągu dziesięciu dni.

### Patronaty
- W 2009 została honorowym prezydentem Ladies Lunch Monte-Carlo[63].
- Od 27 maja 2011 jest globalnym ambasadorem Olimpiad Specjalnych[potrzebny przypis].
- W 2011 została współpatronką The Giving Organisation Trust[64].
- Od 2012 patronką klubu AS Rugby Monaco (od 2012)[65].
- Od 2012 jest honorowym prezydentem organizacji MONAA[66].
- W 2016 została patronem Południowoafrykańskiego Czerwonego Krzyża[67].
- Od 2017 jest honorowym patronem Tygodnia Mody Monte Carlo[68].
- Od 2017 jest patronem Lifesaving South Africa.
- Od 2017 jest patronem World Rugby Awards[69].
- Od 2022 jest prezydentem Société Protectrice des Animaux, organizacji chroniącej zwierzęta[70].
- Od 2024 jest honorowym prezydentem Pink Ribbon Monaco, organizacji charytatywnej promującej walkę z rakiem piersi[71].

## Zdrowie
W maju 2021, w czasie pobytu w Południowej Afryce, zdiagnozowano u księżnej infekcję nosa, gardła i uszu, która uniemożliwiła jej powrót do Monako (ze względu na zalecenie lekarskie, by nie podróżowała samolotem). Księżna wyjaśniła, że do zakażenia doszło po przebytym jeszcze przed wyjazdem zabiegu przeszczepienia kości i podnoszenia zatok. 13 sierpnia poddana została czterogodzinnej operacji w znieczuleniu ogólnym. Książę Albert II wraz z dziećmi udali się do Afryki.
1 września wieczorem zemdlała w swoim mieszkaniu i została przyjęta do Netcare Alberlito Hospital w trybie nagłym. Jej stan określono jako stabilny.
W październiku 2021 ogłoszono, że księżna przeszła ostatnią konieczną procedurę medyczną. 8 listopada powróciła do Monako.
16 listopada Pałac Książęcy ogłosił, że Charlene odwołuje wszystkie swoje planowane aktywności, w związku z głębokim zmęczeniem. Po czteromiesięcznym pobycie w szwajcarskiej klinice powróciła do księstwa w marcu 2022 i stopniowo wznowiła pełnienie oficjalnych obowiązków.
W czerwcu 2022 u księżnej zdiagnozowano COVID-19.

## Genealogia

### Przodkowie
| Osoba                                            | Rodzice                                     | Dziadkowie                                         | Pradziadkowie                                        |
| Charlene, księżna Monako z d. Wittstock (1978 –) | Michael Kenneth Wittstock (1946 –)          | Dudley Kenneth Wittstock (1918 – 1986)             | Heinrich Carl Friedrich Wittstock (1887 – 1962)      |
| Charlene, księżna Monako z d. Wittstock (1978 –) | Michael Kenneth Wittstock (1946 –)          | Dudley Kenneth Wittstock (1918 – 1986)             | Olive Florence Wittstock z d. Caldwell (1888 – 1975) |
| Charlene, księżna Monako z d. Wittstock (1978 –) | Michael Kenneth Wittstock (1946 –)          | Sylvia Fagan Wittstock z d. Nicolson (1921 – 2015) | Henry Nicolson (1897 – 1960)                         |
| Charlene, księżna Monako z d. Wittstock (1978 –) | Michael Kenneth Wittstock (1946 –)          | Sylvia Fagan Wittstock z d. Nicolson (1921 – 2015) | Marjorie Winifred Nicolson z d. Nelson (? – 1975)    |
| Charlene, księżna Monako z d. Wittstock (1978 –) | Lynette Wittstock z d. Humberstone (1959 –) | Brian James Humberstone (1931 – ?)                 | Ernest James Humberstone (1904 – 1947)               |
| Charlene, księżna Monako z d. Wittstock (1978 –) | Lynette Wittstock z d. Humberstone (1959 –) | Brian James Humberstone (1931 – ?)                 | Lilian Cecilia Humberstone z d. Paul (1905 – ?)      |
| Charlene, księżna Monako z d. Wittstock (1978 –) | Lynette Wittstock z d. Humberstone (1959 –) | Violet Humberstone z d. Openshaw (? – ?)           | Charles Ernest Openshaw (? – ?)                      |
| Charlene, księżna Monako z d. Wittstock (1978 –) | Lynette Wittstock z d. Humberstone (1959 –) | Violet Humberstone z d. Openshaw (? – ?)           | Alice Isabella Openshaw z d. McMaster (? – ?)        |

### Potomkowie
| Dzieci                              | Wnuki | Prawnuki |
| Gabriela, hrabina Carladès (2014 –) |       |          |
| Jakub, markiz Baux (2014 –)         |       |          |

### Rodzina Wittstock
```
Dudley Wittstock (1918-1986)
m. Sylvia Wittstock (Nicolson)
   s. 
Michael Kenneth Wittstock
 (1946-)
      m. 
Lynette Wittstock
 (Humberstone)
         c. 
Charlene Lynette, księżna Monako
 (Wittstock, 1978-)
            m. 
Albert II, książę Monako
 (2011-)
               c. 
Gabriela Teresa Maria, hrabina Carlades
 (2014-)
               s. 
Jakub Honoriusz Rainier, markiz Baux
 (2014-)
         s. 
Gareth Wittstock
 (1980-)
            m. 
Roisin Wittstock
 (Galvin, 2015-)
               c. 
Kaia Rose Wittstock
 (2013-)
         s. 
Sean Wittstock
 (1983-)
            m. 
Chantell Violett Wittstock
 (Serfontein, 2013-)
               s. 
Raigen Wittstock
 (2014-)
               c. 
Aiva Grace Wittstock
 (2016-)
```

## Odznaczenia
Lista odznaczeń przyznanych księżnej Charlene:
| Data              | Państwo | Osoba przyznająca    | Odznaczenie                                           |
| 17 listopada 2012 | Monako  | Albert II Grimaldi   | Krzyż Wielki Orderu Świętego Karola                   |
| 18 listopada 2012 | Polska  | Bronisław Komorowski | Krzyż Wielki Orderu Zasługi Rzeczypospolitej Polskiej |
| 20 lutego 2014    | Włochy  | Giorgio Napolitano   | Krzyż Wielki Orderu Gwiazdy Solidarności Włoskiej     |

## Tytuły
| Od               | do           | Tytuł                                |
| 25 stycznia 1978 | 1 lipca 2011 | Panna Charlene Lynette Wittstock     |
| 1 lipca 2011     | nadal        | Jej Książęca Wysokość Księżna Monako |

Jako małżonka władcy Monako nosi również inne tytuły, przysługujące głowie tego państwa:
- księżna Valentinois
- księżna Estouteville
- księżna Mazarin
- księżna Mayenne
- księżna Château-Porcien
- markiza Baux
- markiza Chilly-Mazarin
- markiza Guiscard
- markiza Bailli
- hrabina Polignac
- hrabina Carladès
- hrabina Ferrette
- hrabina Belfort
- hrabina Thann
- hrabina Rosemont
- hrabina Torigni
- hrabina Longjumeau
- hrabina Clèdes
- baronowa Calvinet
- baronowa Buis
- baronowa La Luthumière
- baronowa Hambye
- baronowa Altkirch
- baronowa Saint-Lô
- baronowa Massy
- seniora Issenheim
- seniora Saint-Rémy
- matka Matignon